# 東郷すばる
東郷 すばる（とうごう すばる、7月19日 - ）は、日本の女性声優、アロマセラピスト、数秘チャームデザイナー。奈良県出身。フリーランス。

## 出演作品
太字はメインキャラクター。

### テレビアニメ
2012年
- 神様はじめました（文鳥）

2013年
- 惡の華（女子生徒）
- 問題児たちが異世界から来るそうですよ?（子供たち）

2014年
- いなり、こんこん、恋いろは。（丹波橋白兎、北山）
- 蟲師 続章（第15話　ゆい）

2015年
- 実は私は（女子生徒、女子テニス部員、遊園地の客達、システム音）

2016年
- おじゃる丸（侍女）

### ゲーム
2014年
- 黒い砂漠 （クリオ・カフー・エルグリフィン・セイレーン 他）

2016年
- ワールドクロスサーガ -時と少女と鏡の扉-（雪の女王、プット、シンドバッド王）

### 吹き替え
- デンジャラス・ブック〜少年たちの危険な本〜 シーズン1（リアム=マッケナ）
- ウソはホントの恋のはじまり（サラ）
- ジェーン・ザ・ヴァージン season2（スザンナ=バーネット、クリシュナ 他）
- ジェーン・ザ・ヴァージン season3（スザンナ=バーネット、ドナルドソン、クリシュナ 他）
- ジェーン・ザ・ヴァージン season4（ドナルドソン、クリシュナ、リヴァー=フィールズ 他）
- まほうのレシピ
  - シーズン1（トゥルディス＝ウィンターズ）
  - シーズン2 パート2（ノエル=ジャスパー）
  - シーズン3 パート2（レオ）
  - まほうのレシピ ミステリーシティ（レオ[9]）
- アン・ハサウェイ 魔法の国のプリンセス（ルシンダ 他）※DVD版
- ビッグホワイト

### ナレーション
- 富士重工業（SUBARU）『冬の星空ツアーat阿智村』イベント[10][11]

### ボイスオーバー
- 世界でルノカ!?
- 奇跡の笑撃ハプニング 超カワイイ映像とにかく見せますSP！
- 真相報道バンキシャ！
- 世界おもしろ珍メダル バカデミービデオ大賞

### その他
- ニコニコ動画『蒼姫ラピス中の人公開オーディション』